# 穆拉德·米爾扎
穆拉德·米爾扎（波斯語：مراد میرزا，1570年6月15日—1599年5月12日）為蒙兀兒帝國的皇子，他是蒙兀兒皇帝阿克巴膝下第二個活到成年的兒子。穆拉德直到其5歲前，皆由薩麗瑪·蘇丹·貝居姆負責撫養，穆拉德也是娜蒂拉·芭奴·貝居姆的外祖父，娜蒂拉·芭奴·貝居姆日後嫁給沙賈汗皇帝的長子達拉·希科為妻。穆拉德的膚色黝黑，身材高大而略顯肥胖，舉止莊重，富有勇氣並展露出男子氣概，在他28歲那年因長期酗酒而導致癲癇發作，於昏迷中去世。

## 出生和教育
薩利姆皇子出生幾個月後，阿克巴與後宮妃妾又生了一個名叫穆拉德的兒子，由於穆拉德出生在法泰赫普尔西克里的山區，因此也被暱稱為「帕哈里」（Pahari）。阿克巴將兒子託付給薩麗瑪·蘇丹·貝居姆撫養，直到1575年她出門朝覲為止。
穆拉德最初由阿布·法茲爾擔任其導師，自1580年起，由耶穌會神父安東尼·德·蒙特塞拉特和法蘭西斯科·阿夸維瓦（Francisco Aquaviva）負責教育，兩名神父被阿克巴本人親自召來，負責教導穆拉德葡萄牙語和基督教的基礎知識。
穆拉德是第一位接受西方耶穌會牧師教育的蒙兀兒皇子，據學者奧斯卡·R·戈麥斯博士指出，穆拉德亦是首名由阿克巴、第三世達賴喇嘛索南嘉措和耶穌會士安東尼·德·蒙特塞拉特三人共同栽培、教育的學生，穆拉德因此成為將藏傳佛教、伊斯兰教和基督教融合的第一人。

## 軍事生涯
1577年，穆拉德在其年僅七歲時被授予軍銜，指揮7000名士兵。1584年，他成年後，士兵數目增加到9000人。自1593年起，穆拉德負責統領德干地區的軍隊，然而很大程度上由於他沉溺於酒精之中，導致作戰失利，鑒於其糟糕的情況，阿布爾·法齊爾於同年5月初抵達穆拉德的營地，取代了他統帥的地位。

## 去世
由於遠征艾哈邁德訥格爾蘇丹國的失敗，使穆拉德意志消沉，而兒子魯斯坦·米爾扎（Rustam Mirza）的死更讓他陷入絕望，導致穆拉德開始酗酒，過量飲酒使他身體狀況大幅惡化，患上癫痫和慢性消化不良等疾病。
1599年2月，穆拉德率軍前往向艾哈邁德訥格爾蘇丹國，以避免前往首都阿格拉會見父親阿克巴。1599年5月6日，穆拉德突發癲癇，病況嚴重，最終於5月12日在艾哈邁德訥格爾蘇丹國附近昏迷不醒地去世。

## 家庭
穆拉德皇子的妻子名叫哈碧芭·芭奴·貝居姆（Habiba Banu Begum），她是米爾扎·阿齊茲·科卡的女兒，米爾扎·阿齊茲·科卡為阿克巴乳母吉吉·安嘉（Jiji Anga）之子，是與阿克巴一塊長大的同乳兄弟。婚禮於1587年5月15日舉行，當時穆拉德十七歲，婚後哈碧芭於1588年8月27日生下長子魯斯坦·米爾扎，魯斯坦是日後成為沙舒賈之妻碧爾季絲·芭奴·貝居姆（Bilqis Banu Begum）的父親。除了魯斯坦之外，夫妻兩人還育有一個兒子阿拉姆·米爾扎（Alam Mirza），阿拉姆生於1590年11月4日，在嬰兒時期便早早夭折。
穆拉德的另一名妻子是巴哈杜爾汗（Bahadur Khan）之女，巴哈杜爾汗為當時坎德什統治者拉賈·阿里汗的兒子兼繼承人。阿克巴為了從坎德什獲得更多幫助，遂安排了這樁政治聯姻，以利蒙兀兒帝國未來在德干地區的軍事行動。穆拉德的獨生女嘉罕·芭奴·貝居姆（Jahan Banu Begum）嫁給了皇帝贾汉吉尔的兒子帕維茲·米爾扎，這場皇室婚禮在帕維茲生母瑪麗亞姆·薩曼尼的宮殿內舉行。

## 總督職位
- 摩臘婆（英语：Malwa Subah） 1590年—1594年
- 拜拉爾（英语：Berar Subah） 1596年—1599年
- 阿薩姆 1595年—1597年